# Pfelders
Pfelders (Italiaans: Plan) is een dorp en een frazione in de gemeente Moos in Passeier in de Italiaanse provincie Bozen-Zuid-Tirol, gelegen op 1622 meter hoogte in het Pfelderer Tal, een zijdal van het Passeiertal. Het dorp ligt aan de voet van het Naturpark Texelgruppe, aan de voet van de Hochwilde (3482 meter) en de Hinterer Seelenkogel (3470 meter).
Het dorp is relatief weinig toeristisch ontsloten. Het skigebied rondom het dorp heeft vijfenhalve kilometer piste tot op een hoogte van 2170 meter en behoort tot bij de Ortler Skiarena aangesloten wintersportgebieden. In het skigebied zijn een kabelbaan en drie sleepliften te vinden.

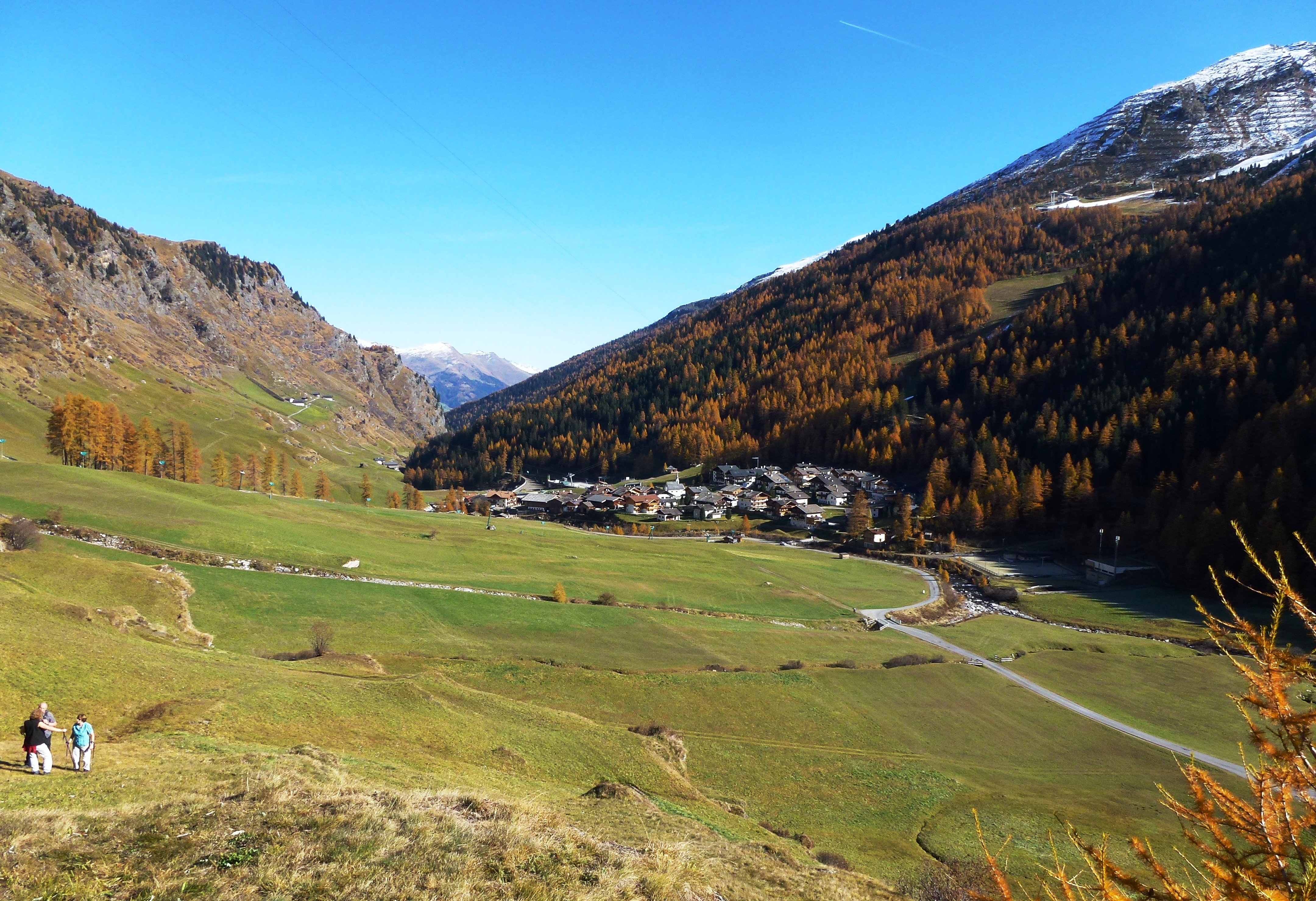
Pfelders gezien vanuit het zuidwesten (nov. 2011)

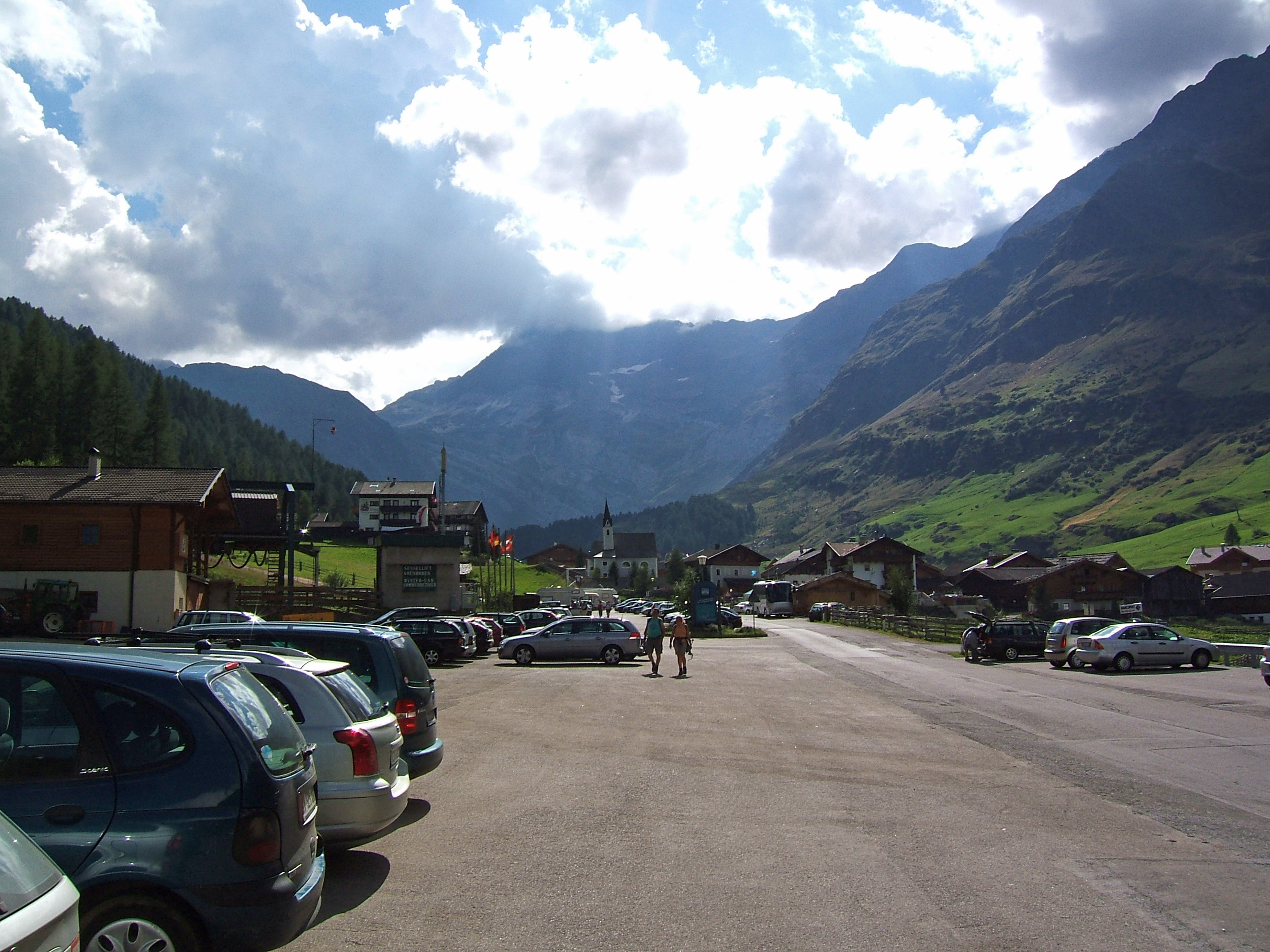
Blik op Pfelders.